# XIST
Xist (X-inactive specific transcript, traduïble per transcripció específica X-inactiva) és un ARN no codificant transcrit a partir del cromosoma X dels mamífers placentaris que actua com a principal efector del procés d'inactivació X. És un component del Xic – centre d'inactivació del cromosoma X – juntament amb dos altres gens d'ARN (Jpx i Ftx) i dos gens de proteïnes (Tsx i Cnbp2).
L'ARN Xist, és una transcripció gran (17 kb en humans), i s'expressa al cromosoma inactiu i no a l'actiu. Es processa de manera similar als ARNm, mitjançant empalmament i poliadenilació. Tanmateix, segueix sent sense traduir. S'ha suggerit que aquest gen d'ARN va evolucionar almenys en part a partir d'un gen codificador de proteïnes que es va convertir en un pseudogen. El cromosoma X inactiu està recobert amb aquesta transcripció, que és essencial per a la inactivació. Els cromosomes X sense Xist no s'inactivaran, mentre que la duplicació del gen Xist en un altre cromosoma provoca la inactivació d'aquest cromosoma.
El gen Xist humà va ser descobert per Andrea Ballabio mitjançant un cribratge de la biblioteca d'ADNc i després es va caracteritzar en col·laboració amb Carolyn J. Brown i Hunt Willard.